# Tiêu Xước
Tiêu Xước (萧綽, 953–1009), hay Tiêu Yến Yến (萧燕燕), là một hoàng hậu, hoàng thái hậu và chính trị gia triều Liêu. Bà là hoàng hậu của Liêu Cảnh Tông, và sau khi Cảnh Tông qua đời năm 982, bà trở thành hoàng thái hậu và người nhiếp chính cho nhi tử là Liêu Thánh Tông cho đến năm 1009.

## Thân thế
Tổ tiên của bà nguyên mang họ Bạt Lý, sau được Liêu Thái Tổ Gia Luật A Bảo Cơ ban cho họ Tiêu. Cha của bà là Tiêu Tư Ôn (蕭思溫)- Bắc phủ tể tướng và phò mã của triều Liêu, mẹ của bà là Yên quốc đại trưởng công chúa Gia Luật Lã Bất Cổ, cũng là hoàng tỉ của Liêu Mục Tông. Tiêu Xước có hai tỉ tỉ, ba tỉ muội cách biệt lớn về năm sinh theo ghi chép. Nhị tỉ Y Lặc Lan (萧伊勒蘭) được gả cho Tống vương Gia Luật Hỉ Ẩn (耶律喜隱), từng được phong là Tống vương phi, song sau khi Tống vương tiến hành chính biến thì bị phế làm phu nhân. Trưởng tỉ Tiêu Hòa Hãn (萧和罕) được gả cho chú của bà là Tề vương Gia Luật Yểm Triệt Cát (耶律罨撤葛), trở thành Tề vương phi.

## Làm hoàng hậu
Từ nhỏ, Tiêu Xước đã có tính thông minh tài trí, mĩ lệ, và thành thục từ rất sớm. Có một lần, Tiêu Tư Ôn trông thấy ba nữ nhi của mình quét dọn, Tiêu Xước (con gái út) là người quét sạch nhất, cao hứng nói: "Con bé này sau đã có thành gia được rồi".
Sau khi Liêu Cảnh Tông kế vị năm 969, do Tiêu Tư Ôn có công giúp đỡ, Tiêu Xước được tuyển làm 'quý phi'. Năm Bảo Ninh thứ 1 (969), Tiêu Xước được Liêu Cảnh Tông sách phong làm hoàng hậu.
Trưởng tỉ của Tiêu Xước là Tiêu Hòa Hãn đã kết hôn với Gia Luật Yểm Triệt Cát. Liêu Cảnh Tông vừa lên ngôi thì phong cho Gia Luật Yểm Triệt Cát làm Tề vương và Tiêu Hòa Hãn làm Tề vương phi. Nhị tỉ Y Lặc Lan của Tiêu Xước có chồng là Gia Luật Hi Ẩn đang bị giam cầm 9 năm qua vì tội mưu phản. Khi em rể của Y Lặc Lan là Liêu Cảnh Tông lên ngôi, Gia Luật Hi Ẩn lập tức được thả ra.
Vào năm 969 hoặc năm sau đó, Tiêu hoàng hậu sinh hạ trưởng nữ cho Liêu Cảnh Tông, đặt tên là Quan Âm Nữ. Năm Bảo Ninh thứ 4 (972), Tiêu hoàng hậu sinh hạ trưởng tử cho Liêu Cảnh Tông, đặt tên là Long Tự, sau này trở thành Liêu Thánh Tông. Cùng năm 972, Tề vương Gia Luật Yểm Triệt Cát qua đời và Tề vương phi Tiêu Hòa Hãn (trưởng tỉ của Tiêu Xước) trở thành Tề vương thái phi. Sau khi chồng qua đời, Tiêu Hòa Hãn đã đảm nhận vị trí người đứng đầu quân đội của Gia Luật Yểm Triệt Cát.
Tiêu hoàng hậu còn sinh hạ được hai hoàng tử: Long Khánh và Long Hựu cùng hai công chúa: Trường Thọ Nữ và Diên Thọ Nữ. Theo "Tục tư trị thông giám trường biên" (續資治通鑑長編), hoàng tử chết yểu là Gia Luật Trịnh Ca có khả năng là hoàng tử thứ 4 mà Tiêu hoàng hậu hạ sinh.
Gia Luật Hi Ẩn sau khi được Liêu Cảnh Tông thả ra khỏi ngục được vài năm thì lại lên kế hoạch cho một cuộc nổi dậy khác chống lại Liêu Cảnh Tông. Gia Luật Hi Ẩn lại bị bắt, con trai ông ta và Tiêu phu nhân Y Lặc Lan (Nhị tỉ của Tiêu Xước) bị quân Liêu sát hại.
Liêu Cảnh Tông thể nhược đa bệnh, có những lúc không thể thượng triều, việc quốc gia đại sự nhiều phần nhiều do Tiêu hoàng hậu thay mặt giải quyết. Năm Bảo Ninh thứ 8 (975), Liêu Cảnh Tông nói với sử quán học sĩ: "Trong thư tịch hãy ghi hoàng hậu xưng "trẫm" hoặc "dư"". Rất nhiều chính tích của Liêu Cảnh Tông đều có công lao của Tiêu hoàng hậu.
Trong năm 975 Liêu Cảnh Tông phát động một cuộc xâm lược lớn vào hậu duệ của vương quốc Bột Hải là Định An Quốc (đời vua Liệt Vạn Hoa). Tuy nhiên quân Khiết Đan của Cảnh Tông đã bị quân Định An Quốc của Liệt Vạn Hoa đánh bại. Quân Khiết Đan của Cảnh Tông phải lui quân.
Sau cuộc chiến này, một số tướng lĩnh người Bột Hải của nhà Liêu đã nổi dậy đánh chiếm thành Phù Châu (nay là Khai Nguyên, Liêu Ninh, Trung Quốc) của nhà Liêu, lập ra vương quốc Yên Pha (頗頗 Yeonpa), tuyên bố chống lại nhà Liêu của vua Liêu Cảnh Tông. Kinh đô của vương quốc Yên Pha đặt tại Phù Châu.
Gia tộc họ Liệt cai trị Định An Quốc bị thay thế bởi gia tộc họ Ô vào năm 976 sau một cuộc binh biến lớn trên khắp vương quốc. Vua Liệt Vạn Hoa (cũng có thể là con trai của Liệt Vạn Hoa) bị giết chết. Nhiều vương tộc họ Liệt cũng bị giết. Vương quốc Định An nằm dưới quyền của Ô Huyền Minh (오현명, 烏玄明, Oh Hyeon-myeong). Ô Huyền Minh tự lập làm vua của Định An Quốc và bổ nhiệm dòng tộc họ Ô của mình vào các chức vụ quan trọng của Định An Quốc. Thành Tây Kinh (nay là Lâm Giang, Cát Lâm, Trung Quốc) tiếp tục được vua Ô Huyền Minh chọn làm kinh đô của vương quốc.
Hàn Đức Nhượng hầu hạ Liêu Cảnh Tông, nhờ cẩn thận mà nổi tiếng, được Liêu Cảnh Tông phong làm Đông đầu thừa phụng quan, bổ chức Khu mật viện thông sự. Rồi sau đó Hàn Đức Nhượng được chuyển sang làm Thượng kinh hoàng thành sứ, diêu thụ Chương Đức quân tiết độ sứ, nhận chức cũ của cha là Thượng kinh lưu thủ, quyền Tri kinh sự. Uy tín của Hàn Đức Nhượng rất được khen ngợi.
Cuộc xung đột đầu tiên của Liêu Cảnh Tông với triều đại Bắc Tống là cuộc xâm lược của nhà Tống với triều đại Bắc Hán. Đầu năm 979, vua Tống Thái Tông quyết định xuất quân, lệnh Phan Mĩ làm thống soái, cùng Thôi Tiến, Lý Hán Quỳnh, Tào Hàn, Mễ Tín, Lưu Ngộ, Điền Trọng Tiến... đánh Thái Nguyên; Quách Tiến đóng quân ở Thạch Lĩnh ngăn chặn viện binh nhà Liêu. Liêu Cảnh Tông sai sứ đến Tống, ngăn cản việc bắc phạt, Tống Thái Tông không theo. Biết thế nào người Liêu cũng sẽ ra quân, Tống Thái Tông quyết định thân chinh ra Hà Bắc, để Thẩm Luân, Vương Nhâm Thiện ở lại trấn thủ Biện Kinh.
Quân Tống tiến đến Thái Nguyên. Liêu Cảnh Tông được tin, cử Gia Luật Sa và Gia Luật Địch Lý đến cứu viện Bắc Hán. Hai quân giao chiến một trận lớn ở Bạch Ma Lĩnh, quân Liêu thảm bại trước Quách Tiến, Gia Luật Địch Lý tử trận, Gia Luật Sa phải tháo chạy. Lúc này Tống Thái Tông đang ở Trấn châu, được tin thắng trận, mệnh Phan Mĩ đưa đại quân tới công thành Thái Nguyên. Tiết độ sứ Kiến Hùng của Bắc Hán là Lưu Kế Nghiệp quyết tâm tử thủ. Bấy giờ có Quách Siêu ra hàng, nhưng quân Tống cho là gian trá, liền giết Phạm Siêu. Về sau Tống Thái Tông mới hối hận, cho hậu táng chu đáo. Các tướng trong thành biết tin đưa nhau ra hàng, thành Thái Nguyên thế cùng lực kiệt, không còn giữ được bao lâu. Vua Bắc Hán Lưu Kế Nguyên trước tình thế đó, đành phải ra đầu hàng, được phong tước quận công. Từ thời điểm đó, Trung Quốc được thống nhất làm một dưới triều Bắc Tống.
Khi đó Hàn Đức Nhượng phục vụ nhà Liêu như một tướng lĩnh quân đội cùng năm 979. Ông ta dần dần được thăng chức. Hàn Đức Nhượng ở lại Nam Kinh và trở thành Thượng thư có ảnh hưởng và quyền lực nhất không lâu sau khi được thăng chức.
Mùa hạ năm 979, sau khi diệt Bắc Hán, vua Tống Thái Tông muốn thừa cơ đánh Liêu, khôi phục 16 châu Yên Vân nên đã xuất quân từ Thái Nguyên, tiến vào Yến, Vân; nhanh chóng lấy được hai châu Trác, Dịch. Quân Tống thừa thắng đánh sang U châu. Tướng Liêu Gia Luật Hi Đạt và Tiêu Thảo Cố dẫn quân ra chống, song không thành công, thua trận bỏ chạy. Thành Nam Kinh bị quân Tống bao vây, người Tống vừa đánh vừa gọi hàng, tình thế khẩn trương, lòng người hoang mang, tướng Liêu là Hàn Đức Nhượng lên thành đốc thúc quân sĩ chống đỡ, đêm ngày phòng bị khiến quân Tống không phá nổi thành. Tống Thái Tông mệnh bọn Tống Ốc đánh mạnh vào thành Yến Kinh; lại chia quân đánh các châu Kế, Thuận. Tướng Liêu là Gia Luật Học Cổ Đa Phương ra sức giữ thành, quân Tống công phá đã lâu vẫn không chiếm được. Gia Luật Sa đem quân tới cứu U châu. Tháng 8, hai bên giao chiến tại Cao Lương hà. Ban đầu quân Tống chiếm ưu thế, liền thừa cơ truy đuổi; bỗng rơi vào ổ mai phục của quân Liêu, do hai tướng Gia Luật Hưu Ca, Gia Luật Tà Chẩn chỉ huy. Quân Tống đại bại, quân Liêu thừa thắng kéo vào giải vây U châu. Tống Thái Tông kinh hoàng thất sắc; may nhờ có Hô Duyên Tán, Phụ Siêu đưa quân đến cứu mới có thể an toàn mà rút về Trác châu.
Hàn Đức Nhượng cũng dẫn quân Liêu xông ra khỏi Nam Kinh đón đán quân Tống và đại phá quân Tống. Nhờ công lao đó, Hàn Đức Nhượng được bái làm Liêu Hưng quân tiết độ sứ, gọi về làm Nam Viện xu mật sứ.
Gia Luật Hưu Ca cho quân đuổi tới, quân Tống bị đánh tan tác, bỏ chạy về hướng nam. Giữa đường, ngựa của Tống Thái Tông rơi vào vũng lầy không kéo lên được, tình thế vô cùng nguy cấp, nhưng lúc đó có Dương Nghiệp (tức Lưu Kế Nghiệp, đã hàng Tống) đến cứu giá kịp lúc. Dương Nghiệp tình nguyện ở lại chặn đường quân Liêu, thắng được một trận, đẩy lui truy binh Liêu. Tống Thái Tông về Định châu, lệnh Mạnh Huyền Triết giữ nơi này, Thôi Ngạn Triết giữ Quan Nam, Lưu Đình Hàn và Lý Hán Quỳnh giữ Chân Định rồi xa giá về Biện Kinh.
Cuối tháng 9 năm 979, Cảnh Tông nhân vừa mới thắng trận thì lệnh Hàn Khuông Tự (cha của Hàn Đức Nhượng) làm Đô thống, Gia Luật Sa, Gia Luật Hưu Ca dẫn 50.000 quân tiến đánh Trấn châu của nhà Tống. Lưu Đình Hàn, Thôi Ngạn Tiến bàn nhau dùng kế trá hàng, dụ quân Liêu vào rồi đặt mai phục. Gia Luật Hưu Ca có đề phòng từ trước, nhưng quân Liêu vẫn thiệt hại hơn 10.000 người.
Đầu năm 980, Liêu Cảnh Tông lại cử Gia Luật Sa, Gia Luật Tà Chẩn dẫn 100.000 quân tiến thẳng tới Nhạn Môn quan của nhà Tống, uy hiếp Đại châu. Vua Tống Thái Tông cử Dương Nghiệp làm tướng giữ Đại châu. Quân Tống ra giao chiến, giết được phò mã nước Liêu là Tiêu Đốt Lý, quân Liêu phải tháo chạy. Dương Nghiệp cho quân chiếm lại Nhạn Môn quan, từ đó người Liêu đều sợ danh tiếng của ông ta.
Liêu Cảnh Tông được tin liên tiếp thua trận, tức giận vô cùng. Ngày 30 tháng 11 năm 980 (2 tháng 10 ÂL), Cảnh Tông đích thân dẫn đại quân tiến xuống phía nam, trước hết là đánh Ngõa Kiều quan. Quân Tống chủ quan, khinh địch, nên bị quân Liêu của Gia Luật Hưu Ca đánh bại, phải lui về Mạc châu. Gia Luật Hưu Ca cho quân đuổi tới Mạc châu, bắt và giết nhiều quân, tướng Tống. Tin bại trận bay về Biện Kinh. Vua Tống Thái Tông hạ lệnh thân chinh, đưa quân đến phủ Đại Danh, Liêu Cảnh Tông nghe tin thì cho lui quân, đó là vào ngày 20 tháng 12 (11 tháng 11 ÂL).
Năm 981, vua Ô Huyền Minh phái quân Định An Quốc tấn công vương quốc Yên Pha. Quân Yên Pha liên tục bại trận. Quân Định An Quốc bao vây kinh thành Phù Châu (nay là Khai Nguyên, Liêu Ninh, Trung Quốc) của vương quốc Yên Pha. Vua của vương quốc Yên Pha tuyên bố đầu hàng quân Định An Quốc. Vua Ô Huyền Minh sáp nhập lãnh thổ của vương quốc Yên Pha vào lãnh thổ Định An Quốc của mình. Việc này đe dọa đến nhà Liêu của vua Liêu Cảnh Tông. Một số quý tộc và dân chúng Bột Hải của vương quốc Yên Pha đã di tản sang vương quốc Hậu Bột Hải ở kinh thành Hốt Hãn (nay là Ninh An, Hắc Long Giang, Trung Quốc).
Cùng năm 981, vua Ô Huyền Minh của Định An Quốc đã cử một sứ giả đến nhà Tống (đời vua Tống Thái Tông) và đưa ra chiến dịch gọng kìm chống lại nhà Liêu (đời vua Liêu Cảnh Tông).

## Nhiếp chính quốc
Năm Can Hanh thứ 4 (982), Liêu Cảnh Tông băng hà trên đường trở về sau một chuyến đi săn, Liêu Thánh Tông kế vị, tôn Tiêu Xước làm hoàng thái hậu, trở thành người nhiếp chính. Khi đó, Tiêu Xước 30 tuổi, còn Thánh Tông 12 tuổi. Bà phong cho Hàn Đức Nhượng làm Tổng túc vệ sự. Ông ta càng được bà sủng nhiệm. Từ năm Bảo Ninh thứ 2 (970), Tiêu Tư Ôn bị hại, không có nhi tử kế tự, vì thế không còn ngoại thích có thể dựa dẫm Tiêu Xước. Nhưng chư vương tông thất hơn 200 người nắm giữ quyền binh, khống chế triều đình, tạo thành mối đe dọa lớn với Tiêu thái hậu và Thánh Tông. Bà than khóc và nói: "Mẹ góa con yếu, người trong tộc thì hùng cường, biên phòng chưa yên, phải làm sao đây?", Gia Luật Tà Chẩn, Hàn Đức Nhượng hồi đáp: "Chỉ cần tín nhiệm chúng thần, chẳng có gì phải lo lắng", vì thế Tiêu hoàng hậu cho hai người tham quyết đại chính, ủy thác vấn đề quân sự ở mặt nam cho Gia Luật Hưu Ca. Sau đó, Tiêu hoàng hậu lại cho Hàn Đức Nhượng tổng quản túc vệ sự, gánh vác an nguy của mẫu tử Thánh Tông. Hàn Đức Nhượng rất được Tiêu thái hậu sủng tín, đã tiến hành thay thế một số đại thần, và hạ lệnh cho chư vương không được mời tiệc lẫn nhau, yêu cầu họ không có việc gì thì không được ra khỏi cửa, cố gắng giải trừ binh quyền của họ. Vì thế, địa vị của Thánh Tông và Tiêu hoàng hậu được ổn định.
Tiêu thái hậu đổi tên nước trở lại là Đại Khiết Đan như cũ (tuy nhiên trên phương diện ngoại giao thì vẫn dùng tên nước là Đại Liêu), tiến hành một loạt cải cách, phát triển đất nước.
Năm Thống Hòa thứ 1 (983), Liêu Thánh Tông suất quần thần phong tôn hiệu cho Tiêu Xước là "Thừa Thiên hoàng thái hậu". Hàn Đức Nhượng được Tiêu thái hậu gia phong thành Khai phủ nghi đồng tam tư, kiêm Chính sự lệnh.
Thời thơ ấu, Tiêu Xước từng được hứa gả cho Hàn Đức Nhượng, tuy nhiên hôn ước đã không được thực hiện. Sau khi Cảnh Tông qua đời, Tiêu Xước nhận thấy Hàn Đức Nhượng rất có tài năng chính trị, quyết định cải giá Hàn Đức Nhượng. Tuy nhiên theo phong tục Khiết Đan đương thời thì không được phép làm như vậy, bà nói với Hàn Đức Nhượng: "Ta từng được hứa gả cho ngươi, nay nguyện làm theo hôn ước cũ, nay ấu chúa đương cai trị, hãy xem như là con của ngươi". Sau đó, Tiêu hoàng hậu phái người bí mật hạ độc sát hại thê tử Lý thị của Hàn Đức Nhượng. Để tránh bàn tán về việc xuất nhập cung, Hàn Đức Nhượng giả vờ đi săn bắn để bàn chính sự, ông cùng thái hậu bày đồ ăn lên bàn, ngồi cạnh nhau, đến đêm ngủ chung một trướng.
Tiêu thái hậu trị quốc tốt đẹp, nếu là kiến nghị hợp lý thì tất sẽ được chuẩn thuận, thưởng phạt phân minh. Để lung lạc quần thần, Tiêu thái hậu đã gia quan tiến tước cho rất nhiều đại thần, hoặc là vẽ hình Càn lăng của Cảnh Tông, khiến quần thần tận trung và dốc hết sức lực. Để thủ đắc nhân tâm, bà cũng phải rất nhiều lần tiến hành bình phản. Chẳng hạn như vào tháng 12 năm Thống Hoà thứ 1 (983), bà hạ lệnh rằng người bị kết án nếu thấy oan uổng có thể đến thẳng ngự sử đài thượng tố. Tháng 4 năm Thống Hòa thứ 2 (984), từ mùng một đến cuối tháng, cùng với tháng 6 năm sau (985), Tiêu thái hậu đã tự mình thẩm quyết các vụ án tồn đọng. Trước đó, triều Liêu quy định rằng nếu người Khiết Đan và người Hán phát sinh tranh chấp thì người Hán bị trách phạt nặng hơn, Tiêu thái hậu đã đổi thành người Khiết Đan và người Hán nếu cùng tội thì phải chịu hình phạt như nhau, điều chỉnh quan hệ giữa hai tộc. Được biết đến với những kỹ năng tuyệt vời trong quản lý dân sự, Tiêu thái hậu sẽ giữ được ảnh hưởng lớn cho đến khi bà qua đời.
Cùng năm 985, Hàn Đức Nhượng trở thành chính trị gia kiêm Thừa tướng nhà Liêu. Từ đó Hàn Đức Nhượng đóng vai trò quan trọng trong việc ra quyết định và ổn định tình hình chính trị trong những năm đầu của vua Liêu Thánh Tông.

## Chinh phục Định An Quốc

Định An Quốc

Khi đó hậu duệ của vương quốc Bột Hải (quốc gia kình địch của của nhà Liêu) là Định An Quốc (đời vua Ô Huyền Minh) vẫn đang tồn tại trong lãnh thổ cũ của vương quốc Bột Hải. Điều đó khiến cho nhà Liêu e ngại về việc người Bột Hải của quốc gia này sẽ gây họa phía sau cho họ.
Năm 985 Tiêu thái hậu phái quân Khiết Đan chinh phục Định An Quốc (đời vua Ô Huyền Minh). Tuy nhiên quân Khiết Đan đã bị quân Định An Quốc đánh bại. Không thể trừ khử mối đe dọa, nhà Liêu quyết định dựng nên ba pháo đài với quân đồn trú ở khu vực thung lũng sông Áp Lục.
Biết được sức mạnh quân sự của nhà Tống (đời vua Tống Thái Tông) yếu hơn so với nhà Liêu (đời vua Liêu Thánh Tông) và thường thua trận trước họ, cùng năm 985, vua Ô Huyền Minh của Định An Quốc cử sứ giả đến Cao Ly (đời vua Cao Ly Thành Tông) và cầu cứu. Nhưng vua Cao Ly Thành Tông đã từ chối lời đề nghị đó và đã dùng vũ lực đuổi sứ giả Định An Quốc ra ngoài hoàng cung.
Tháng 12 năm 985 Tiêu thái hậu lại phái quân Khiết Đan chinh phục Định An Quốc (đời vua Ô Huyền Minh). Thành Phù Châu (nay là Khai Nguyên, Liêu Ninh, Trung Quốc), thành Hà Châu (nay là Hoa Điện, Cát Lâm, Trung Quốc) và thành Nô Châu (nay là Thông Hóa, Cát Lâm, Trung Quốc) của Định An Quốc nhanh chóng bị quân Khiết Đan đánh hạ.
Nhân dân Bột Hải trong lãnh thổ Định An Quốc đều không thần phục vua Ô Huyền Minh (do Ô Huyền Minh từng làm binh biến lớn cướp ngôi vua của vua Liệt Vạn Hoa vào 10 năm trước) nên họ đã quy hàng và dẫn dắt quân Khiết Đan công hạ kinh đô Tây Kinh (nay là Lâm Giang, Cát Lâm, Trung Quốc) của Định An Quốc. Kinh đô Tây Kinh thất thủ vào tháng 1 năm 986. Nhân dân Bột Hải dẫn quân Khiết Đan đi bắt vua Ô Huyền Minh. Định An Quốc bị sụp đổ và bị sáp nhập vào lãnh thổ nhà Liêu (đời vua Liêu Thánh Tông).
Mặc dù Định An Quốc chính thức thất thủ vào năm 986, nhưng các ghi chép cho thấy cuộc kháng chiến của người Bột Hải chống lại nhà Liêu vẫn tiếp tục ở vùng phía tây, bất chấp sự sụp đổ của nhà nước Định An Quốc và nhà Liêu phải thiết lập ba tiền đồn quân sự ở hạ lưu sông Áp Lục khi họ chính thức sáp nhập tàn dư Định An Quốc vào năm 991.
Tuy nhiên tàn dư cuối cùng của cuộc kháng chiến của người Bột Hải từ Định An Quốc trước đây thật sự bị nhà Liêu tiêu diệt sạch sẽ vào năm 999. Người Bột Hải tiếp tục di cư đến Cao Ly (đời vua Cao Ly Mục Tông). Việc này đã đe dọa đến Cao Ly.
Crossley tin rằng theo ghi chép của Cao Ly, những người tị nạn Bột Hải chỉ đến Cao Ly theo nhóm từ vài trăm đến vài nghìn người. Crossley gợi ý rằng tổng số người Bột Hải đến Cao Ly không thể nhiều hơn 100.000, trong khi hàng triệu người Bột Hải vẫn ở trong các vùng lãnh thổ do nhà Liêu kiểm soát. Theo Crossley, cũng không rõ liệu họ ở lại, quay lại Bột Hải hay chuyển đi nơi khác như nhà Tống hay Nhật Bản. Theo Kim, giữa thế kỷ 10 và 11, 30.000 hộ gia đình Bột Hải (hơn 100.000 người Bột Hải) đã di cư đến Cao Ly, 94.000 hộ gia đình địa phương (470.000 cư dân Bột Hải) bị người Liêu trục xuất và chỉ có 20.000 gia đình Bột Hải sống ở vùng lãnh thổ cũ của vương quốc Bột Hải, một con số nhỏ hơn đáng kể so với những người di cư đến Cao Ly. Các nhà sử học Triều Tiên và Hàn Quốc thường ước tính có khoảng 100.000 đến 200.000 người Bột Hải đã chạy trốn khỏi lãnh thổ cũ của Bột Hải để đến Cao Ly. Giáo sư sử học Park Jong-gi ước tính rằng có 120.600 người Bột Hải đã chạy trốn khỏi lãnh thổ cũ của Bột Hải để đến Cao Ly, và riêng họ đã chiếm khoảng 6,3% trong tổng số khoảng 2 triệu dân Cao Ly thời kỳ đầu của Cao Ly.

## Xung đột phía đông và phía tây
Năm 990, Liêu Thánh Tông đem một cô gái họ Tiêu (gọi là Tiêu thị) thuộc vương tộc Bột Hải (cháu gái của hoàng gia Bột Hải) gả cho em trai mình là Gia Luật Long Khánh (耶律隆庆). Sang năm 991, Tiêu thị đó đã hạ sinh Gia Luật Tông Giáo (991 - 1053). Gia Luật Tông Giáo trở thành một tướng Liêu mang hai dòng máu hoàng gia Bột Hải và hoàng gia Khiết Đan.
Sau khi chồng là Gia Luật Yểm Triệt Cát qua đời, Tề vương thái phi Tiêu Hòa Hãn (trưởng tỉ của Tiêu Xước) kết hôn với Han Yu, tuy nhiên, Han Yu qua đời vào năm 987. Năm 994 Tề vương thái phi Tiêu Hòa Hãn trở thành tổng chỉ huy lực lượng viễn chinh của nhà Liêu chống lại các bộ lạc biên giới ở phía tây và lãnh đạo quân đội của mình trong chiến dịch chống lại người Đảng Hạng, nơi bà ta được ghi nhận là người thành lập của thành phố phía tây bắc Kodun.
Vương quốc Hậu Bột Hải của vương tộc họ Đại tại thành Hốt Hãn (nay là Ninh An, Hắc Long Giang, Trung Quốc) thuộc Long Tuyền phủ vẫn duy trì tồn tại cho đến tận năm 994 thì bị một thuộc tướng có nguồn gốc từ vương quốc Yên Pha tên là Ô Chiêu Đạc (烏昭度, Oh So-do) lật đổ, đổi quốc hiệu sang Ô Nha (올야, 兀惹, Olya). Kinh thành Hốt Hãn trở thành kinh thành Ô Xá của vương quốc Ô Nha. Sang năm 996, vương quốc Ô Nha (đời vua Ô Chiêu Đạc) trở thành quốc gia chư hầu của nhà Liêu (đời vua Liêu Thánh Tông). Sau đó vua Ô Chiêu Đạc mất, con là Ô Chiêu Khánh (烏昭慶, Oh So-gyeong) lên kế vị ngôi vua. Từ năm 1004 đến năm 1022 người Nữ Chân và người Thiết Lợi Mạt Hạt đã bắt bớ những người dân Bột Hải của vương quốc Ô Nha và cống nạp hết mình cho nhà Liêu (đời vua Liêu Thánh Tông), khiến cho vương quốc Ô Nha bị suy yếu nhanh chóng do thiếu con người làm việc, thiếu nhân lực lao động. Cùng năm 1022 vua Ô Chiêu Khánh mất, dòng họ Ô tiếp tục cai trị vương quốc Ô Nha cho đến năm 1114 thì bị bộ tộc Nữ Chân (đời thủ lĩnh Hoàn Nhan A Cốt Đả) tiêu diệt và bị sáp nhập vào bộ tộc Nữ Chân.

## Chiến tranh với Cao Ly
Nhà Liêu tiêu diệt Định An Quốc (đời vua Ô Huyền Minh) và sáp nhập Định An Quốc vào lãnh thổ nhà Liêu năm 986 dẫn đến việc người Bột Hải tiếp tục di cư đến Cao Ly (đời vua Cao Ly Thành Tông). Việc này khiến Cao Ly (đời vua Cao Ly Thành Tông) lo lắng. Các hành động quân sự này của nhà Liêu diễn ra rất gần với lãnh thổ Cao Ly, cộng thêm nhà Liêu từng dự tính xâm lược vào Cao Ly năm 947 (song hủy bỏ), cùng quan hệ ngoại giao và văn hóa bền chặt giữa Cao Ly và nhà Tống, quan hệ nhà Liêu-Cao Ly do vậy cực kỳ kém. Cả nhà Liêu và Cao Ly đều nhìn nhận đối phương như một mối đe dọa quân sự; nhà Liêu sợ rằng Cao Ly sẽ cố gắng kích động các cuộc nổi loạn trong số cư dân Bột Hải sống tại lãnh thổ Liêu, trong khi Cao Ly lo sợ bị nhà Liêu xâm lược.
Năm 991 Tiêu thái hậu phái quân Khiết Đan tấn công người Nữ Chân ở hạ lưu sông Áp Lục. Khi đó nhà Liêu đã bắt đầu các cuộc tấn công chống lại Cao Ly (đời vua Cao Ly Thành Tông).

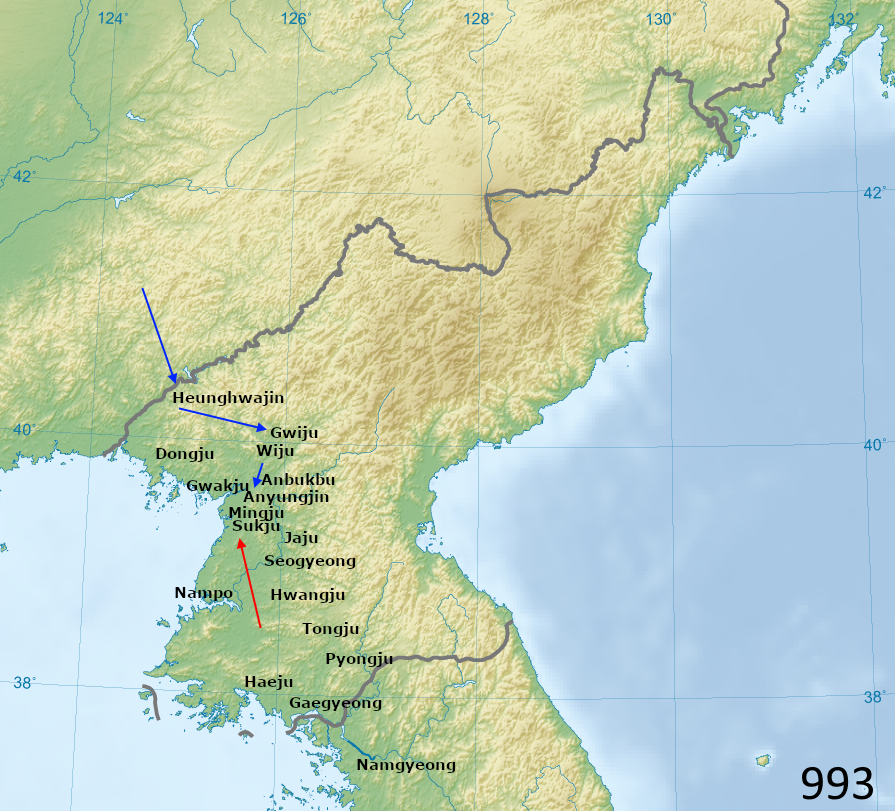
Bản đồ quân đội nhà Liêu (đời vua Liêu Thánh Tông) xâm lược Cao Ly (đời vua Cao Ly Thành Tông) từ tháng 11 đến tháng 12 năm 993.

Vào cuối tháng 8 năm 993, theo các nguồn tin tình báo Cao Ly dọc biên giới cho biết, một cuộc xâm lược từ nhà Liêu sắp xảy ra. Cao Ly Thành Tông nhanh chóng huy động quân đội Cao Ly và chia lực lượng của mình thành ba cụm quân để đảm nhận các vị trí phòng thủ ở phía tây bắc. Các đơn vị tiên tiến của quân đội Cao Ly hành quân về phía tây bắc từ sở chỉ huy của họ gần Anju ngày nay ở bờ nam sông Thanh Xuyên. Mức độ nghiêm trọng của tình hình buộc Cao Ly Thành Tông phải đi từ kinh đô Khai Thành đến Seogyeong (nay là Bình Nhưỡng) để đích thân chỉ huy toàn quân.
Tiêu thái hậu phái quân Liêu xâm lược Cao Ly. Tháng 10 năm 993, một đội quân Liêu khổng lồ dưới sự chỉ huy của Tiêu Tốn Ninh tràn ra khỏi Liao từ thành Naewon-song và tràn qua sông Áp Lục vào Cao Ly. Làn sóng quân Liêu tràn qua sông và tỏa ra khắp một vùng nông thôn.
Tháng 11 năm 993, quân Liêu tiến đến thành Pongsan, biên giới tây bắc của Cao Ly với khoảng 60.000 lính. Trong cuộc chiến đẫm máu giữa quân Liêu và quân Cao Ly, sự kháng cự quyết liệt của binh lính Cao Ly lúc đầu bị chậm lại, sau đó đã cản trở đáng kể bước tiến của quân Liêu vào thành Pongsan. Cuối thành Pongsan vẫn thất thủ, quân Liêu tràn xuống phía nam. Quân Cao Ly bị quân Khiết Đan do Tiêu Tốn Ninh (蕭遜寧) chỉ huy liên tiếp đánh bại, thành Hưng Hóa (Heunghwa) của Cao Ly cũng rơi vào tay quân Liêu và quân Cao Ly bị quân Liêu dồn xuống phía nam sông Đại Đồng. Các tướng lĩnh nhà Liêu tuyên bố rằng họ có 80 vạn quân, yêu cầu Cao Ly nhượng cho nhà Liêu một số lãnh thổ quanh sông Áp Lục. Quân Liêu tiến quân vững chắc về phía nam, đến khu vực sông Thanh Xuyên.
Nhưng quân đội của Cao Ly không bao giờ đầu hàng. Họ đã đứng vững trước các cuộc tấn công trực diện của quân Liêu. Họ đột phá vào doanh trại quân Liêu để rút lui và tiến hành phục kích quân Liêu, đồng thời phát động các cuộc tấn công bên sườn chống lại quân Liêu. Các tướng sĩ Cao Ly cuối cùng đã chặn đứng được quân đội của Tiêu Tốn Ninh tại sông sông Thanh Xuyên. Trước sự kháng cự nhanh chóng và kiên quyết như vậy, Tiêu Tốn Ninh cho rằng những nỗ lực tiếp theo nhằm chinh phục toàn bộ bán đảo Cao Ly sẽ khiến quân Liêu bị tổn hao binh lực nghiêm trọng, và thay vào đó ông ta tìm cách đàm phán để giải quyết về vấn đề Cao Ly. Tại sông Thanh Xuyên, quân Liêu kêu gọi tiến hành các cuộc đàm phán giữa các lãnh đạo quân sự của hai bên Liêu và Cao Ly.
Tiêu Tốn Ninh đã viết thư yêu cầu Cao Ly Thành Tông phải đầu hàng: "Đất nước vĩ đại của chúng tôi sắp thống nhất đất đai bốn phương" và để biện minh cho cuộc xâm lược này bằng cách buộc tội Cao Ly: "Đất nước của ngài không quan tâm đến nhu cầu của người dân, chúng tôi thay mặt nó long trọng thực hiện hình phạt của trời". Cao Ly Thành Tông kêu gọi đồng minh quân sự là nhà Tống (đời vua Tống Thái Tông) giúp đỡ, song không có sự hỗ trợ nào của nhà Tống đối với Cao Ly. Quân Liêu yêu cầu Cao Ly đầu hàng và dâng những vùng đất thuộc vương quốc Bột Hải ngày xưa cho nhà Liêu. Thoạt đầu, họ yêu cầu Cao Ly đầu hàng hoàn toàn. Sau một sự bế tắc quân sự, các cuộc đàm phán bắt đầu giữa hai nước, đưa đến những nhượng bộ sau: Thứ nhất, Cao Ly chính thức chấm dứt mọi quan hệ với nhà Tống, đồng ý cống nạp cho nhà Liêu và dùng niên hiệu của nhà Liêu.
Thay vì bác bỏ thẳng thừng yêu cầu của Tiêu Tốn Ninh, triều đình Cao Ly ở Khai Thành bắt đầu tranh luận sôi nổi về tối hậu thư quân Liêu. Các quan chức triều đình Cao Ly tin rằng việc ngồi lại đàm phán với Tiêu Tốn Ninh sẽ ngăn chặn các cuộc xâm lược tiếp theo của nhà Liêu và kêu gọi triều đình Cao Ly hãy xoa dịu vua Liêu Thánh Tông của nhà Liêu. Nhiều chỉ huy quân sự cấp cao của Cao Ly gần đây đã đối đầu với quân Liêu trên chiến trường đã phản đối việc chấp nhận các điều khoản của Tiêu Tốn Ninh, trong đó có Từ Hi (Seo Hui), chỉ huy một cụm quân Cao Ly ở phía bắc Anju. Trong khi các quan lại đang tranh cãi ở Khai Thành, Tiêu Tốn Ninh đã bất ngờ lệnh cho quân Liêu qua sông sông Thanh Xuyên, đánh thẳng vào tổng hành dinh quân đội Cao Ly ở Anju. Cuộc tấn công của quân Liêu nhanh chóng bị quân Cao Ly đẩy lui, nhưng nó đã khiến triều đình Cao Ly rơi vào tình trạng gần như hoảng loạn.
Ban đầu, vua Cao Ly Thành Tông định chấp nhận dâng đất cầu hòa, lên kế hoạch theo lời khuyên của những nhà đàm phán để nhường lãnh thổ phía bắc Bình Nhưỡng ngày nay cho nhà Liêu và vẽ biên giới Liêu-Cao Ly theo một đường thẳng giữa Hoàng Châu và P'aryŏng. Tuy nhiên, Từ Hi (Seo Hui) tin rằng quân Liêu đang hành động với tư thế họ "sợ hãi chúng ta" và cầu xin nhà vua "trở về kinh đô và để chúng tôi, các tướng sĩ của ngài, tiến hành thêm một trận chiến nữa". Vì vậy, gọi một cách khoa trương vùng đất mà Cao Ly Quang Tông đã chinh phục từ người Nữ Chân và vùng đất mà người Khiết Đan nhà Liêu hiện nắm giữ là "lãnh thổ Cao Câu Ly cũ". Kết quả, Từ Hi (Seo Hui) đã thuyết phục được vua Cao Ly Thành Tông nên ra sức chiến đấu.
Quân Liêu tiến đánh Quy Châu (Gwiju). Quân Cao Ly ở đây nỗ lực chống trả đến cùng khiến quân Liêu phải chia quân bao vây Quy Châu (Gwiju) và nam hạ tấn công thành An Nhung (Anyung). Tướng Liêu thống lĩnh cánh quân Liêu đi đánh An Nhung là Xiao Hengde.
Sau đó, hậu duệ của vương quốc Bột Hải là Đại Đạo Tú (con trai của thái tử Đại Quang Hiển, hậu duệ đời thứ 11 của Đại Dã Bột - đệ của Bột Hải Cao Vương) cùng Phó trung lang tướng Yu Bang đã lãnh đạo quân dân Cao Ly tại thành An Nhung (Anyung) đánh bại quân Liêu do Xiao Hengde chỉ huy. Sau trận đánh thành An Nhung (Anyung), quân Khiết Đan đã bị chặn lại. Đại quân Cao Ly từ phía nam cũng đến chi viện cho thành An Nhung.
Trong nỗ lực xoa dịu giới quý tộc trong triều đình Cao Ly, Khương Hàm Tán (Gang Gam-chan) đã đề nghị Cao Ly Thành Tông tiến hành đàm phán với quân Liêu đế tránh chiến tranh kéo dài. Từ Hi (Seo Hui) đã tình nguyện ra đàm phán trực tiếp với tướng Liêu là Tiêu Tốn Ninh. Cả hai bên đều biết rằng yếu tố then chốt ảnh hưởng đến cuộc đàm phán là áp lực nặng nề mà nhà Tống gây ra cho nước Liêu. Từ Hi (Seo Hui) đã sang doanh trại quân Khiết Đan. Trong cuộc đàm phán trực tiếp với người đồng cấp, Từ Hi đã thẳng thắn nói với Tiêu Tốn Ninh rằng nhà Liêu không có cơ sở để tuyên bố chủ quyền đối với lãnh thổ Bột Hải trước đây, vì Cao Ly chắc chắn là người kế thừa vương quốc Cao Câu Ly trước đây nên vùng đất đó hoàn toàn thuộc về lãnh thổ của Cao Ly. Trong một lời đe dọa được che đậy một cách khéo léo, Từ Hi nhắc nhở Tiêu Tốn Ninh rằng bán đảo Liêu Đông cũng từng nằm dưới sự thống trị của Cao Câu Ly và các lãnh thổ của Mãn Châu, bao gồm cả kinh đô của nhà Liêu tại Liêu Dương, đều phải thuộc về Cao Ly một cách hợp pháp. Trong một kết luận đáng chú ý, Từ Hi đã nhận được sự đồng ý của Tiêu Tốn Ninh cho phép sáp nhập khu vực đến sông Áp Lục vào lãnh thổ Cao Ly.
Quân Liêu của Tiêu Tốn Ninh sau đó rút lui. Tiêu Tốn Ninh và quân Liêu không những phải quay trở về nhà Liêu khi không đạt được mục tiêu, cộng với việc cuộc xâm lược này còn phải kết thúc với việc nhà Liêu phải nhường lãnh thổ dọc theo phía nam sông Áp Lục cho Cao Ly. Vì vậy, thủ đoạn ngoại giao xuất sắc của Từ Hi (Seo Hui) đã nhấn mạnh sự hiểu biết đúng đắn của ông ta về cả tình hình quốc tế đương thời lẫn vị thế của Cao Ly trong khu vực. Cao Ly được phép lấy lại được phần đất bị người Khiết Đan chiếm và vùng thượng du sông Áp Lục (lúc đó đang bị chiếm giữ bởi các bộ tộc Nữ Chân chuyên gây rắc rối cho nhà Liêu, với lý do rằng trong quá khứ vùng đất này thuộc về Cao Câu Ly) được hợp nhất vào lãnh thổ Cao Ly. Tuy nhiên Cao Ly trở thành chư hầu của nhà Liêu.
Quân Liêu rút lui vào tháng 12 năm 993 và nhượng lại lãnh thổ phía đông sông Áp Lục sau khi Cao Ly đồng ý chấm dứt liên minh với nhà Tống (đời vua Tống Thái Tông).
Năm 994, trao đổi ngoại giao theo thường lệ giữa nhà Liêu và Cao Ly được bắt đầu, còn mối quan hệ giữa Cao Ly và nhà Tống không thể ấm lên.
Tuy nhiên, Cao Ly sau đó vẫn tiếp tục giao thiệp với nhà Tống cùng năm 994 và đã củng cố vị thế của mình bằng cách xây dựng Thiên Lý Trường Thành và 6 thành trì tại các vùng lãnh thổ phía bắc mới giành được. Từ Hi (Seo Hui) được Cao Ly Thành Tông cử đến để củng cổ các vùng lãnh thổ mới được mở rộng này.

## Giao tranh với Bắc Tống
Năm Thống Hòa nguyên niên (982), Tiêu thái hậu lệnh 10 vạn quân Liêu tái xâm phạm Nhạn Môn Quan của nhà Tống. Quân Liêu bị phụ tử Dương Nghiệp và Dương Diên Lãng đánh cho đại bại, lại còn bị họ chinh phạt khắp vùng Sơn Tây. Tiêu thái hậu buộc phải từ bỏ ý định nam xâm.
Năm Thống Hòa thứ 4 (986), vua Tống Thái Tông của nhà Tống thấy nhà Liêu có hoàng thượng nhỏ tuổi và thái hậu nhiếp chính, vì thế đã phái quân Bắc phạt vào kinh đô phía nam của triều đại Liêu (Bắc Kinh ngày nay) để thu phục Yên Vân thập lục châu mà Thạch Kính Đường từng dâng cho người Khiết Đan khi xưa. Tháng 1 năm 986, Tống Thái Tông bàn việc bắc chinh, cử Tào Bân, Thôi Ngạn Tiến, đưa quân ra Hùng châu gọi là quân Đông lộ; Điền Trọng Tiến đánh Phi Hồ là quân trung lộ; Phan Mĩ, Dương Nghiệp đánh Nhạn Môn gọi là quân Tây lộ, sử xưng là Ung Hi bắc phạt. Quân Tống phân làm 3 lộ để đến ba địa điểm chiến lược khác cách tiếp cận thủ đô phía Nam của nhà Liêu. Theo đó thì Đông lộ công U châu, Trung lộ công Uý châu, Tây lộ công Vân châu và Sóc châu; trong đó danh tướng Dương Nghiệp nằm trong Tây lộ. Tiêu thái hậu lệnh Gia Luật Hưu Ca thủ U châu, Gia Luật Tà Chẩn ngăn Trung lộ quân và Tây lộ quân của Tống, còn Tiêu thái hậu cùng Liêu Thánh Tông, Hàn Đức Nhượng đến trú trát tại Đà La Khẩu (nay thuộc Bắc Kinh) ứng phó. Trước khi ra quân đánh Liêu, Tống Thái Tông căn dặn chư tướng tiến quân từ từ, vờ nói là lấy U châu, đợi khi quân cứu viện của nhà Liêu tới cứu thì vòng ra đánh mặt sau chặn đường tiếp lương của quân Liêu. Quân Tống nhanh chóng công hãm Kì Câu Quan.
Tháng 3, tướng tiên phong Lý Kế Long của quân Đông lộ lấy hai huyện Cố An, Tân Thành và tiến đến Trác châu, giết tướng Liêu. Sang tháng 4, nhà Liêu đưa quân đến Tân Thành, Mễ Tín được sự trợ giúp của Thôi Ngạn Tiến, Đỗ Ngạn Khuê đánh lui quân Liêu. Về cánh quân trung lộ, Điền Trọng Tiến đánh bại quân Liêu ở cửa bắc Phi Hồ. Khi đó phòng ngự sứ Ký châu bên Liêu là Đại Bằng Dực đưa quân tới chặn. Điền Trọng Tiến và Kinh Tự bắt sống được Đại Bằng Dực, quân Tống giành chiến thắng. Phi Hồ, Linh Khâu, các thành đều xin hàng quân Tống. Điền Trọng Tiến đánh tiếp Úy châu. Bọn tướng Liêu bắt giữ sứ Liêu Cảnh Thiệu Trung rồi hàng Tống. Về cánh quân phía tây, cũng vào tháng 3, Phan Mĩ ra quân đánh thắng quân Liêu ở Hoàn châu, thứ sử của Liêu là Triệu Ngạn Tân dâng châu đầu hàng. Phan Mĩ lại tiến đánh hai châu Sóc, Ứng châu của nhà Liêu. Tướng Liêu giữ các thành này đều hàng phục quân Tống của Phan Mĩ. Tháng 4, Phan Mĩ dẫn quân Tống đánh sang Vân châu của nhà Liêu.
Việc quân Tống đánh nhanh thắng nhanh nên quân lương vận chuyển đã không thể theo kịp. Quân Liêu cũng biết việc đó nên đã đưa quân ngăn cản đường lương thực của quân Tống. Tào Bân vì lương cạn định lui về Hùng châu nên gửi tấu cho Tống Thái Tông. Tống Thái Tông xem tấu, mặt biến sắc, nói nếu lui quân thì người Liêu sẽ tập kích, vì thế không được lui. Lúc đó Phan Mĩ, Điền Trọng Tiến đang hợp quân Tống cùng đánh U châu. Bộ tướng của Tào Bân sợ người khác giành mất công nên đã dẫn quân Tống lên đường thẳng tới Trác châu, đánh bại quân Liêu của Gia Luật Hưu Ca. Gia Luật Hưu Ca phải lui quân. Tào Bân chuẩn bị dẫn quân Tống đi đánh Phạm Dương.
Gia Luật Hưu Ca một mặt chặn đường tiếp lương của Tống, mặt khác sai sứ về kinh cầu cứu. Tiêu thái hậu cùng Liêu Thánh Tông, Hàn Đức Nhượng dẫn kỵ binh chi viện cho miền nam. Trại của Liêu Thánh Tông cách thành Trác châu 50 dặm về phía đông. Gia Luật Hưu Ca và Gia Luật Bồ Ninh suất binh tập kích doanh trại quân Tống nhiều lần khiến lòng quân của quân Tống bị hoang mang. Lại thêm giữa hạ trời nóng, thiếu nước, thiếu thức ăn, quân Tống không còn tinh thần chiến đấu. Tào Bân định vượt sông Cự Mã thì bị quân Liêu của Gia Luật Hưu Ca đuổi đánh, bị thiệt hại rất nhiều. Tào Bân, Mễ Tín lui quân về Dịch châu. Đang đến gần sông Sa Hà thì quân Liêu của Hàn Đức Nhượng đuổi kịp, quân Tống của Tào Bân bị dìm xuống sông và chết đuối không biết bao nhiêu mà kể. Tháng 7 năm 986, Tiêu thái hậu lại lệnh cho Gia Luật Tà Chẩn phản kích Đông lộ quân và Trung lộ quân của Tống.
Tống Thái Tông được tin thất kinh, bèn triệu Tào Bân, Mễ Tín về triều, lệnh Điền Trọng Tiến về Định châu, Phan Mĩ giữ Đại châu, di dời dân chúng ở các vùng Vân, Ứng, Hoàn, Sóc vừa chiếm được về nam. Quân Liêu nhanh chóng đánh bại lực lượng của quân Tống, thu hồi hai châu Ứng, Úy. Phan Mĩ bàn việc giữ hai châu Vân, Sóc; cử Dương Nghiệp ra chống cự quân Liêu. Dương Nghiệp xuất quân từ Thạch Kiệt khẩu, giao chiến với tướng Liêu là Gia Luật Tà Chẩn. Trước khi đi, Dương Nghiệp đã cùng Vương Thẩm (giám quân của Đông Lộ Quân) cãi nhau hơn chục lần. Phan Mĩ thì nhút nhát không quả quyết, còn Dương Nghiệp thì muốn lấy quân kỵ di dời dân chúng, sau đó dùng quân mai phục mà đánh Liêu. Tuy nhiên, Vương Thẩm lại cười chê Dương Nghiệp mang danh là "Dương Vô Địch" mà không dám xuất quân. Dương Nghiệp chỉ còn thở dài mà xin viện quân tại Trần Gia Cốc, để nếu lỡ việc quân bị thì thu binh không bị quân Liêu truy giết. Phan Mĩ tán thành. Dương Nghiệp sau đó dẫn quân đánh quân Liêu ở đèo Kì Câu, có tướng Hà Hoài Phổ đi theo hỗ trợ. Tuy nhiên, quân Tống ít, quân Liêu nhiều, Đông lộ quân của nhà Tống bị thảm bại tại đèo Kì Câu. Tướng Tống là Hà Hoài Phổ tử chiến. Con trai trưởng của Dương Nghiệp là Dương Diên Chiêu lại bị tên bắn xuyên khuỷu tay, do đó mà Dương Nghiệp lệnh kỵ binh rút lui về Trần Gia Cốc. Chẳng dè đâu, phục binh của Phan Mĩ thì không thấy đâu, mà chỉ thấy quân Liêu tiến sát đến nơi. Gia Luật Tà Chẩn dụ Dương Nghiệp vào ổ phục kích ở Trần Gia Cốc, phục binh từ hai phía xông ra đánh giết. Con thứ của Dương Nghiệp là Dương Diên Ngọc tử trận tức thì, còn con trưởng của Dương Nghiệp là Dương Diên Chiêu thì bị cắt khỏi tầm nhìn của ông ta. Kết quả, toàn quân Tống bị quân Liêu tiêu diệt, còn Dương Nghiệp thì giết hơn chục quân địch rồi chạy vào rừng trốn. Hơn một ngày sau, Gia Luật Hề Đệ dùng cung bắn chết con ngựa của Dương Nghiệp, còn bản thân Dương Nghiệp thì bị quân Liêu bắt sống, để rồi ba ngày sau Dương Nghiệp tuyệt thực tự sát. Phan Mĩ vội đưa quân Tống về Đại châu. Hai châu Vân, Sóc cũng nhanh chóng tan rã, bị quân Liêu tái chiếm. Vua Tống Thái Tông hạ lệnh toàn tuyến triệt thoái về nam. Cuộc bắc phạt này của nhà Tống thất bại nặng nề.
Hàn Đức Nhượng được Tiêu thái hậu gia phong chức Tư không và được phong làm Sở quốc công (楚国公). Sau khi trở về, Hàn Đức Nhượng được cùng Bắc phủ tể tướng Thất Phưởng cùng nắm quốc chánh nhà Liêu. Hàn Đức Nhượng dâng tấu rằng 4 châu Sơn Tây mấy lần gặp việc binh, lại thêm mất mùa, đề nghị giảm thuế để dân khỏi lưu tán, triều đình nhà Liêu nghe theo.
Tiêu Thái hậu bổ nhiệm Gia Luật Hưu Ca làm tướng quân cấp cao của mình để tiếp tục dẫn quân Liêu đi tấn công nhà Tống để trả đũa việc nhà Tống vừa bắt phạt vào đất Liêu. Quân Tống bị quân Liêu đánh cho tơi bời. Cho đến tận năm sau (năm 987), Gia Luật Hưu Ca mới lui quân về Liêu. Quân Tống ở biên cương bị tổn thất nặng nề ở đợt tấn công này của quân Liêu.
Sự tự tin mù quáng và ngang ngạnh cố chấp của Tống Thái Tông cho thấy ông ta kém xa Tống Thái Tổ về khả năng tác chiến. Sau hai lần bắc phạt vào lãnh thổ nhà Liêu bất thành, Tống Thái Tông bắt đầu rơi vào tình thế khó xử: nên chiến hay nên hòa với nhà Liêu. Vì sự chần chừ của ông ta nên các tướng Tống trấn giữ biên ải cũng chỉ cầm cự qua ngày, từ đó lực lượng tác chiến với quân Liêu giảm dần, tinh thần chiến đấu của quân đội nhà Tống ngày càng sa sút.
Năm Thống Hòa thứ 6 (988), Hàn Đức Nhượng nhận chiếu đem quân đánh nhà Tống (đời vua Tống Thái Tông), vây Sa Đôi. Quân Tống nhân đêm tối đến tập kích, Hàn Đức Nhượng giữ nghiêm quân để đợi, sau đó đánh đuổi được quân Tống. Khi về, Hàn Đức Nhượng được Tiêu thái hậu phong làm Sở vương (楚王).
Năm 989 quân Tống tiếp tục xâm phạm biên giới nhà Liêu. Tiêu thái hậu phái quân Liêu đi chống cự. Kết quả quân Tống lại đại bại và phải rút về phía nam.
Năm 991, Hàn Đức Nhượng nói người Yên gian trá, tìm cách tránh nộp thuế, quý tộc cũng cấu kết với họ và đề nghị sai Bắc Viện tuyên huy sứ Triệu Trí răn dạy. Triều đình nhà Liêu nghe theo.
Năm 993, Hàn Đức Nhượng đang để tang mẹ thì nhận chiếu của Liêu Thánh Tông cưỡng ép nhận chức trở lại. Sang năm 994, Thất Phưởng nghỉ hưu, Đức Nhượng được thay làm Bắc phủ tể tướng (北府宰相), Kiêm lĩnh Xu mật sứ (兼领枢密使), Giám tu quốc sử, được Tiêu thái hậu ban hiệu là Hưng Hóa công thần. Tháng 6 ÂL năm 994, Hàn Đức Nhượng tâu rằng quan lại thẩm lý án kiện ở 3 kinh có nhiều lỗi lầm, đề nghị cấm ngặt. Triều đình nhà Liêu nghe theo. Ông ta lại dâng biểu xin nhiệm dụng người hiền, đuổi kẻ gian tà, Tiêu thái hậu vui vẻ nói: Tiến cử người giúp nước, là chức phận của bậc đại thần chân chính. Rồi ông ta được khen ngợi và được ban thưởng. Sau khi về triều, ông ta được Tiêu thái hậu gia phong chức Thái bảo, kiêm Chính sự lệnh. Gặp lúc Bắc Viện khu mật sứ Gia Luật Tà Chẩn qua đời, Liêu Thánh Tông có chiếu cho Hàn Đức Nhượng kiêm chức ấy, trở thành Kiêm Bắc viện xu mật sứ (兼北院枢密使). Sau đó ông ta được Liêu Thánh Tông bái làm Đại thừa tướng, tiến tước Tề vương (齐王), Tổng lưỡng khu phủ sự. Hàn Đức Nhượng cho rằng Nam Kinh, Bình Châu không được mùa, tâu xin cho trăm họ miễn nộp tiền nông cụ, rồi xin bình ổn giá cả các quận. Triều đình nhà Liêu đều nghe theo.
Tề vương thái phi Tiêu Hòa Hãn (Trưởng tỉ của Tiêu thái hậu) hiện đang góa chồng và đi làm gián điệp chống lại nhà Tống (đời vua Tống Thái Tông) dưới thời trị vì của cháu trai bà là Liêu Thánh Tông. Trong chuyến hành trình quân sự của mình, bà ta đã yêu một nô lệ tên là Thát Lãm A Bát (挞览阿钵). Mối quan hệ của bà ta với ông này không được Tiêu thái hậu ủng hộ, và mối quan hệ của giữa Tiêu Hòa Hãn với Tiêu thái hậu ngày càng trở nên ghẻ lạnh.
Mùa thu năm 999, Tiêu thái hậu nghe tin nhà Tống mới có vua mới là Tống Chân Tông, lại thêm Tào Bân vừa mất, thì quyết định đánh xuống phía nam. Quân Liêu đánh vào hai châu Trấn, Định của nhà Tống. Tướng giữ thành Phó Tiềm giữ mà không ra. Tướng dưới quyền Phạm Đình Triệu nhận được thánh chỉ từ Biện Kinh của Tống Chân Tông, buộc Phó Tiềm ra quân. Phó Tiềm chỉ phát cho 8000 quân. Phạm Đình Triệu cầu cứu Khang Bảo Duệ ở Tinh châu. Khang Bảo Duệ đưa quân Tống tới giúp nhưng bị quân Liêu giết chết. Phạm Đình Triệu phải lui về Doanh châu. Tướng giữ Toại thành là Dương Diên Chiêu dùng kế tưới nước lên thành, đợi tới mùa đông nước đóng băng, quân Liêu phá mãi không được, bèn đổi hướng, vượt sông từ Đức, Lệ. Giữa mùa đông, Tống Chân Tông hạ chiếu thân chinh đến Hà Bắc chống Liêu, để Lý Hãng làm lưu thủ Đông Kinh.
Đầu năm 1000, Tống Chân Tông đến trú tại phủ Đại Danh, hạ lệnh cách chức Phó Tiềm, chiếu theo tội chém đầu mà giảm một bậc, đày ra Phòng châu; đày Trương Chiêu Doãn ra Đạo châu, cử Cao Quỳnh thay Phó Tiềm. Quân Liêu nghe tin Chân Tông thân chinh, bèn rút lui. Quân Tống thừa cơ đuổi theo đến tận Mạc châu, giết hơn 10.000 quân Liêu, thu lại nhiều của cải bị cướp. Tống Chân Tông phong cho Dương Diên Chiêu làm thứ sử Mạc châu, ban thưởng nhiều vàng bạc; sau đó xa giá về kinh.
Mùa đông năm 1000, Tiêu thái hậu lại phái quân Liêu đến xâm lấn nhà Tống (đời vua Tống Chân Tông). Tướng Tống là Dương Diên Chiêu cùng thứ sử Đăng châu là Dương Tự dùng kế mai phục, đánh lui được quân Liêu.
Tháng 9 nhuận năm Thống Hòa thứ 22 (1004), Tiêu thái hậu (khi đó đã 51 tuổi) ra yêu sách đòi lại vùng Quan Nam mà Hậu Chu Thế Tông đã từng thu phục, rồi cùng Liêu Thánh Tông và Hàn Đức Nhượng đem 200.000 quân Liêu đi thảo phạt nhà Tống. Sở vương Gia Luật Long Hựu được lệnh trấn giữ kinh đô của nhà Liêu. Đích thân Tiêu thái hậu chỉ huy 10.000 kỵ binh của riêng bà ra chiến trường và bà cũng là tổng chỉ huy của cuộc chiến này. Một cuộc xâm lược quy mô lớn của nhà Liêu đã diễn ra trên lãnh thổ của nhà Tống.
Quân Liêu cướp bóc ở hai quận Uy Lỗ, Thuận An của nhà Tống. Tướng Tống là Ngụy Năng và Thạch Phổ ra ứng chiến nhưng bị quân Liêu đánh bại. Tướng Liêu là Tiêu Thát Lãm đánh phá Bảo châu và Bắc Bình của nhà Tống, song chưa thành công. Tống Chân Tông triệu tập quần thần bàn kế; Khấu Chuẩn chủ chiến, Tất Sĩ An và Vương Khâm Nhược chủ hòa. Ban đầu quân Tống nắm ưu thế, đẩy lui quân Liêu ở Uy Lỗ, Khả Lâm, An Thuận, Định châu. Liêu Thánh Tông sai sứ đến chỗ Thạch Phổ ở Mạc châu, xin được hòa nghị (do Liêu Thánh Tông chủ hòa với Tống). Tống Chân Tông sai Tào Lợi Dụng cầm quốc thư đến trại Liêu. Tuy nhiên giữa đường thì người Liêu đổi ý (do Tiêu thái hậu muốn chiến với Tống). Quân Liêu lập tức tấn công Đức Thanh quân, Ký châu, Đàn châu của nhà Tống.
Sau đó, tướng Liêu là Tiêu Thát Lãm tiến công Toại Thành, bắt giữ Tiết độ sứ Thiên Hùng của Tống là Vương Tiên Tri. Tiêu thái hậu được tin thắng trận, liền cùng Liêu Thánh Tông, Hàn Đức Nhượng đích thân suất quân Liêu tấn công Định châu, bắt sống tướng Tống giữ chức quan sát sứ Vân châu là Vương Kế Trung. Tướng Tống giữ Định châu là Vương Siêu đóng cửa thành cố thủ. Sau khi từ chối hàng Liêu, Vương Kế Trung bị quân Liêu xử tử. Trừ việc bị quân Tống ngăn cản tại Doanh châu, quân Liêu đánh đâu thắng đó, thế như chẻ tre. Sau đó, quân Liêu tiến đến Thiền châu. Đây là cửa ngõ vào Biện Kinh (kinh đô Khai Phong của nhà Tống), địa thế rất quan trọng. Quân Liêu cắm trại tại thị trấn Thiền Uyên, khoảng 100 dặm về phía bắc của kinh đô Khai Phong.
Tin bại trận lũ lượt bay về, cả triều đình nhà Tống bàng hoàng, chấn động. Tống Chân Tông lo sợ, muốn dời đô về phương nam nên đã đích thân đến phủ Khấu Chuẩn hỏi ý kiến, Khấu Chuẩn xin nhà vua đích thân ra trận, đốc thúc quân sĩ. Tống Chân Tông sợ phải ra trận, dùng dằng không muốn đi. Tất Sĩ An cũng đến khuyên vua ra trận, Tống Chân Tông buộc phải nghe theo. Khi Tống Chân Tông triệu tập quần thần, Vương Khâm Nhược bàn nên dời đô về Kim Lăng, Trần Nghiêu Tẩu khuyên dời đô ra Thục. Khấu Chuẩn biết tin, đòi chém những kẻ nghị hòa, xin Tống Chân Tông thân chinh. Tống Chân Tông vờ tỏ ý bằng lòng, sau đó cử Vương Khâm Nhược ra Thiên Hùng quân đốc sư kháng Liêu.
Tháng 11 âm lịch năm 1004, quân Liêu bị quân Tống đánh bại ở Sóc châu. Lúc này đại quân Liêu của Tiêu thái hậu, Liêu Thánh Tông và Hàn Đức Nhượng đang tập trung tại Doanh châu. Hai tướng Liêu là Tiêu Thát Lãm và Tiêu Quan Âm Nô suất quân Liêu đi đánh Kỳ châu, Tiêu thái hậu đích thân chỉ huy đại quân hỗ trợ, tiến đánh Ký châu, Bối châu. Quân Liêu còn công phá Đức Thanh, ba mặt bao vây Thiền châu của nhà Tống.
Lúc này quân Liêu đánh mạnh vào Thiền châu của nhà Tống. Đại tướng tiên phong của Liêu là Tiêu Thát Lẫm (蕭撻凜) dẫn quân Liêu đi xem xét địa hình đốc chiến ở tiền tuyến. Tướng Tống giữ thành Thiền châu là Lý Kế Long biết Tiêu Thát Lãm sẽ đến cướp trại của mình, bèn cho quân mai phục bốn phía, Tiêu Thát Lãm quả nhiên trúng kế và bị trúng tên của tướng Tống là Trương Hoàn vào đầu, quân Liêu rút lui. Đến tối thì Tiêu Thát Lẫm chết tại doanh trại quân Liêu. Sĩ khí của quân Liêu vì thế mà suy giảm. Lúc này Tống Chân Tông đang ngự giá ra Hà Bắc, có kẻ tả hữu khuyên nên lui về Kim Lăng, Tống Chân Tông đã định nghe theo, nhưng bởi có Khấu Chuẩn một mực khuyên can nên đành thôi. Khấu Chuẩn lại cùng Cao Quỳnh liên danh đề nghị Tống Chân Tông vượt sông, ra Hà Bắc khích lệ tướng sĩ. Tống Chân Tông đồng tình. Có kẻ tả hữu dâng áo lông cừu, Tống Chân Tông từ chối, bảo đem cho tướng sĩ ngoài sa trường. Quân Tống nghe được, vô cùng phấn khích, càng đánh càng hăng. Tống Chân Tông được Cao Quỳnh hộ giá, vượt sông đến phía bắc Thiền châu, ngự trên thành lâu. Quân sĩ Tống gặp được vua thì phấn chấn lên, hô to vạn tuế, tiếng la vang cả chục dặm, vang đến cả doanh trại của quân Liêu. Tiêu thái hậu nghe tin, liền phái quân Liêu đến đánh thành Thiền châu hòng bắt Tống Chân Tông. Chân Tông sai sứ đến quan sát, thấy Khấu Chuẩn vẫn bình thản uống rượu, mới tỏ ra yên tâm hơn. Khấu Chuẩn mở cổng thành nghênh chiến, quân Tống hăng hái chiến đấu và đại thắng quân Liêu, giết hơn một nửa quân Liêu. Số quân Liêu còn lại buộc phải tháo chạy. Sau đó quân Tống lại liên tục cướp trại quân Liêu khiến quân Liêu rất mệt mỏi. Ngoài ra, quân Tống còn tấn công hậu lộ của quân Liêu.
Tiêu thái hậu liền tận dụng tâm lý muốn cầu hòa của vua Tống Chân Tông, phái sứ giả sang Thiền châu yêu cầu nghị hòa. Khi đó Tào Lợi Dụng cùng sứ Liêu tới trại Tống, sứ Liêu yêu cầu nhà Tống trả lại Quan Nam cho nhà Liêu thì có thể nghị hòa giữa hai nước. Khấu Chuẩn vào tâu, nói với Tống Chân Tông rằng quân ta đang thắng lớn, cứ buộc người Liêu trả lại Yên Vân thập lục châu và dâng biểu xưng thần với nhà Tống rồi mới cho hòa. Tống Chân Tông chán nản việc binh đao nên không muốn theo kế đó. Chân Tông sai Tào Lợi Dụng đi sứ, chỉ dặn không được cắt đất, còn tiền bạc thì sao cũng được. Khấu Chuẩn ra yêu cầu cho người Liêu đòi hỏi nhưng không được quá 30 vạn. Tào Lợi Dụng vào yết kiến Tiêu thái hậu, phía nhà Liêu đòi nhà Tống trả lại Quan Nam. Sau nhiều lần thương nghị, vào mùa xuân giữa tháng 1 năm 1005, hai bên định ra hòa ước với nội dung như sau:
1. Biên giới hai nước để như trước.
2. Vua Tống (Tống Chân Tông) xưng là anh, vua Liêu (Liêu Thánh Tông) xưng là em. Tống Chân Tông dùng lễ đối với Tiêu thái hậu như cháu với cô
3. Mỗi năm nhà Tống tặng cho nhà Liêu 10 vạn lạng bạc, 20 vạn xúc lụa.

Sử gọi đây là bản hòa ước Thiền Uyên. Từ đó nam - bắc hòa hảo suốt hơn 100 năm. Sau đó Tiêu thái hậu, Liêu Thánh Tông và Hàn Đức Nhượng dẫn quân Liêu triệt thoái về bắc. Việc thực hiện hiệp ước Thiền Uyên chi minh này vẫn được duy trì cho đến cuối triều đại nhà Liêu.
Sau khi trở về, Hàn Đức Nhượng được Liêu Thánh Tông phong là Tấn quốc vương (晋国王), được ban quốc tính Gia Luật, cho ra khỏi cung tịch , sau đó đổi thuộc Hoành trướng quý phụ phòng ; rồi ông ta được ban tên Long Vận (tức là Gia Luật Long Vận - 耶律隆运), địa vị ở trên thân vương, ban ruộng vườn cùng đất để sau này bồi táng cùng ông ta khi ông ta qua đời.
Thời gian sau, một phò mã của Liêu Thánh Tông là Lưu Tam Hỗ (刘三嘏), phu quân của Đồng Xương công chúa Gia Luật Bát Kha (con gái thứ 10 của Liêu Thánh Tông), trốn sang nhà Tống sau khi sống không hòa hợp với công chúa. Vì Liêu-Tống vừa kết thúc chiến tranh nên vua Tống Chân Tông không muốn nhà Liêu lại có cớ đánh nhà Tống nữa. Tống Chân Tông liền đuổi Lưu Tam Hỗ trở về nhà Liêu. Liêu Thánh Tông cảm tạ Chân Tông rồi cho cầm tù Lưu Tam Hỗ. Không lâu sau thì Lưu Tam Hỗ bị Liêu Thánh Tông xử tử.

## Những năm cuối đời
Năm Thống Hòa thứ 24 (1006), vua Liêu Thánh Tông xuất quần thần phong tôn hiệu cho Tiêu Xước là Duệ Đức Thần Lược Ứng Vận Khải Hóa Pháp Đạo Hồng Nhân Thánh Vũ Khai Thống Thừa Thiên hoàng thái hậu (睿德神略應運啟化法道洪仁聖武開統承天皇太后).
Bà là người có công trong việc sắp xếp cuộc hôn nhân giữa Liêu Thánh Tông với một cung nữ của bà là Tiêu Nậu Cân. Tiêu Nậu Cân sinh ra trong hoàn cảnh nghèo khó nhưng Liêu Thánh Tông đã đưa cô vào cung. Tuy nhiên, Liêu Thánh Tông chưa bao giờ coi cô như vợ lẽ mà thay vào đó lại giao cô cho Tiêu thái hậu như một cung nữ. Một ngày nọ, khi đang dọn giường cho Tiêu thái hậu, Tiêu Nậu Cân tình cờ gặp một con gà trống vàng. Khi Tiêu thái hậu bất ngờ bước vào lều, Tiêu Nậu Cân giật mình và nuốt chửng con gà trống vàng. Con gà trống vàng thực ra là một loại thuốc bí ẩn, và sau vài ngày, làn da của Tiêu Nậu Cân trở nên rạng rỡ. Tiêu thái hậu rất ngạc nhiên và nói với cung nữ rằng Tiêu Nậu Cân sẽ sinh ra một hoàng tử cho Liêu Thánh Tông trong tương lai. Sau đó Tiêu thái hậu ra sức khuyên bảo Liêu Thánh Tông hãy ngủ cùng giường với Tiêu Nậu Cân. Liêu Thánh Tông nghe và làm theo, sau này có con trai kế vị là Liêu Hưng Tông.
Tiêu thái hậu lúc này đang mối quan hệ không hề tốt đẹp với hai chị gái của mình. Để trả thù cho chồng là Gia Luật Hi Ẩn và con trai bị giết từ nhiều năm trước, Tiêu phu nhân Y Lặc Lan (nhị tỉ của Tiêu thái hậu) đã âm mưu đầu độc Tiêu thái hậu. Y Lặc Lan đã thất bại và bị Tiêu thái hậu ép phải tự tử. Bất chấp lời cầu xin tha mạng cho Y Lặc Lan của Tề vương thái phi Tiêu Hòa Hãn (trưởng tỉ của Tiêu thái hậu), Tiêu thái hậu đã ra lệnh giam cầm Tiêu Hòa Hãn. Sau đó Tiêu Hòa Hãn bị Tiêu thái hậu kết án tử hình vào năm 1009.
Trong năm Thống Hòa thứ 27 (1009), Tiêu thái hậu quy chính cho vua Liêu Thánh Tông, không tiếp tục làm nhiếp chính nữa.
Tháng 12 cùng năm, Tiêu thái hậu bệnh mất ở hành cung, hưởng thọ 57 tuổi. Năm sau (1010), bà được táng ở Càn Lăng cùng với Liêu Cảnh Tông. Hàn Đức Nhượng qua đời sau cuộc chiến với Cao Ly những năm 1010 - 1011 và được Liêu Thánh Tông xây miếu bên cạnh Càn lăng của Tiêu thái hậu và Liêu Cảnh Tông.

## Trong văn hoá đại chúng
Nhân vật Tiêu Xước được diễn bởi các diễn viên sau:
- Mộ Thanh trong phim điện ảnh Đại Liêu thái hậu (Great Liao's Empress Dowager) 1995 (phim điện ảnh Trung Quốc).
- Đới Xuân Vinh trong phim truyền hình Dương môn nữ tướng (Legendary Fighter: Yang's Heroine) 2001 (phim truyền hình Trung Quốc, Đài Loan và Singapore hợp tác sản xuất).
- Trương Thụy Gia trong phim truyền hình Thiếu niên Dương gia tướng (The Young Warriors) 2007 (phim truyền hình Trung Quốc).
- Shim Hye-jin trong phim truyền hình Thái hậu Cheonchu (Empress Cheonchu) 2009 (phim truyền hình Hàn Quốc).
- Quy Á Lôi trong phim truyền hình Đại Tống cung từ (Palace Of Devotion) 2018 (phim truyền hình Trung Quốc).
- Mai Lệ Nhi trong phim điện ảnh Đại phá thiên môn trận (Battle Between Song and Liao Dynasties) 2019 (phim điện ảnh Trung Quốc).[60]
- Đường Yên trong phim truyền hình Yến Vân Đài ( The Legend of Xiao Chuo) 2020 (phim truyền hình Trung Quốc).